# Liste der Biografien/Schoo
Liste der Biografien |
Portal Biografien |
Personensuche
# |
A |
B |
C |
D |
E |
F |
G |
H |
I |
J |
K |
L |
M |
N |
O |
P |
Q |
R |
S |
T |
U |
V |
W |
X |
Y |
Z |
?
 
Sa |
Sb |
Sc |
Sd |
Se |
Sf |
Sg |
Sh |
Si |
Sj |
Sk |
Sl |
Sm |
Sn |
So |
Sp |
Sq |
Sr |
Ss |
St |
Su |
Sv |
Sw |
Sy |
Sz
 
Sca–Sce |
Sch |
Sci–Scz
 
Scha |
Schc |
Schd |
Sche |
Schg |
Schi |
Schj |
Schk |
Schl |
Schm |
Schn |
Scho |
Schp |
Schr |
Schs |
Scht |
Schu |
Schv |
Schw |
Schy
 
Schoa |
Schob |
Schoc |
Schod |
Schoe |
Schof |
Schog |
Schoh |
Schoi |
Schok |
Schol |
Schom |
Schon |
Schoo |
Schop |
Schor |
Schos |
Schot |
Schou |
Schov |
Schow |
Schoy
Die Liste der Biografien führt alle Personen auf, die in der deutschsprachigen Wikipedia einen Artikel haben. Dieses ist eine Teilliste mit 94 Einträgen von Personen, deren Namen mit den Buchstaben „Schoo“ beginnt.

## Schoo
- Schoo, Björn (* 1981), deutscher Basketballspieler
- Schoo, Dallas, US-amerikanischer Gitarrist und Gitarrentechniker
- Schoo, Eegje (* 1944), niederländische Politikerin und Botschafterin
- Schoo, Franz (1899–1970), deutscher Politiker (CDU), MdL
- Schoo, Hendrik Jan (1945–2007), niederländischer Journalist und Chefredakteur

### Schooc
- Schoock, Martin (1614–1669), niederländischer Polyhistoriker

### Schoof
- Schoof, Carl-Friedrich (1914–2002), deutscher Politiker (CDU), MdL
- Schoof, Dick (* 1957), niederländischer Politiker und BeamterDick Schoof (* 1957)

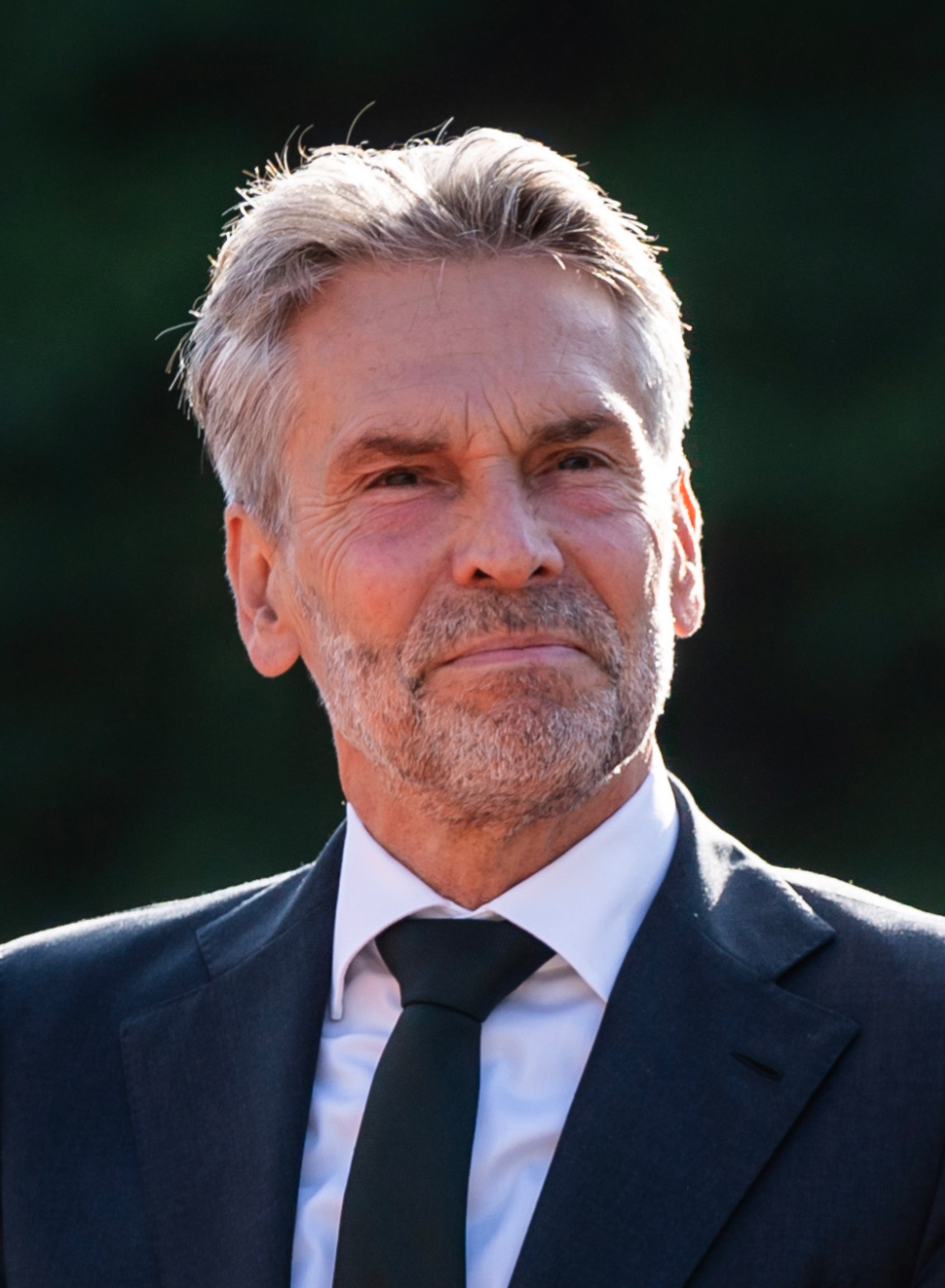
Dick Schoof (* 1957)

- Schoof, Ernst (1901–1984), deutscher Politiker (CDU), MdL
- Schoof, Lauritz (* 1990), deutscher Ruderer
- Schoof, Manfred (* 1936), deutscher Jazztrompeter
- Schoof, Peter (* 1955), deutscher Diplomat
- Schoof, Renate (* 1950), deutsche Schriftstellerin
- Schoof, René (* 1955), niederländischer Mathematiker
- Schoof, Sebastian (* 1980), deutscher Fußballspieler
- Schoof, Walter (* 1945), deutscher Fußballspieler
- Schoof, Wilhelm (1876–1975), deutscher Germanist und Oberstudiendirektor in Bad Hersfeld
- Schoofs, Bert (1945–1993), niederländischer Tischtennisspieler und -trainer
- Schoofs, Bibiane (* 1988), niederländische Tennisspielerin
- Schoofs, Frans (1939–2004), niederländischer Tischtennisspieler und -trainer
- Schoofs, Pascal (* 1988), deutscher Eishockeyspieler
- Schoofs, René (* 1985), deutscher Eishockeyspieler
- Schoofs, Rudolf (1932–2009), deutscher Maler, Zeichner, Grafiker und Hochschullehrer

### Schoog
- Schoog, Bernadette (* 1958), deutsche Moderatorin und Autorin

### School
- Schoolboy Q (* 1986), US-amerikanischer Rapper
- Schoolcraft, Henry Rowe (1793–1864), US-amerikanischer Ethnologe und Entdecker der Quelle des Mississippis (1832)
- Schoolcraft, Jane Johnston (1800–1842), indianische Dichterin und Autorin
- Schoolcraft, John L. (1804–1860), US-amerikanischer Politiker
- Schooler, Lynn (* 1954), US-amerikanischer Naturfotograf und Autor
- Schooling, Joseph (* 1995), singapurischer Schwimmsportler
- Schoolkate, Tristan (* 2001), australischer TennisspielerTristan Schoolkate (* 2001)

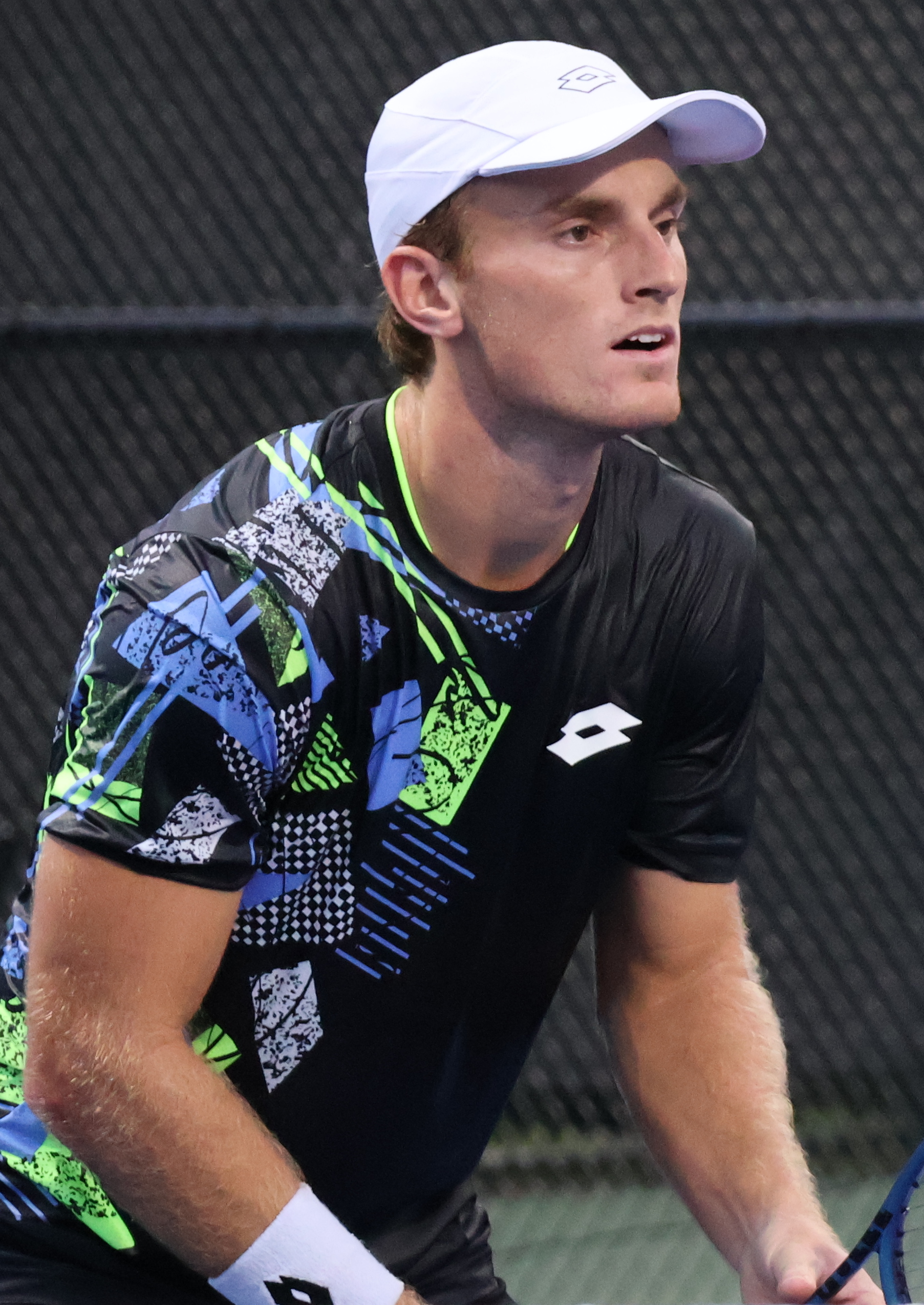
Tristan Schoolkate (* 2001)

- Schoolly D (* 1962), US-amerikanischer Hip-Hop-MC

### Schoom
- Schoomaker, Peter J. (* 1946), US-amerikanischer Militär, General der US Army, 35. Chief of Staff of the Army (2003–2007)Peter J. Schoomaker (* 1946)

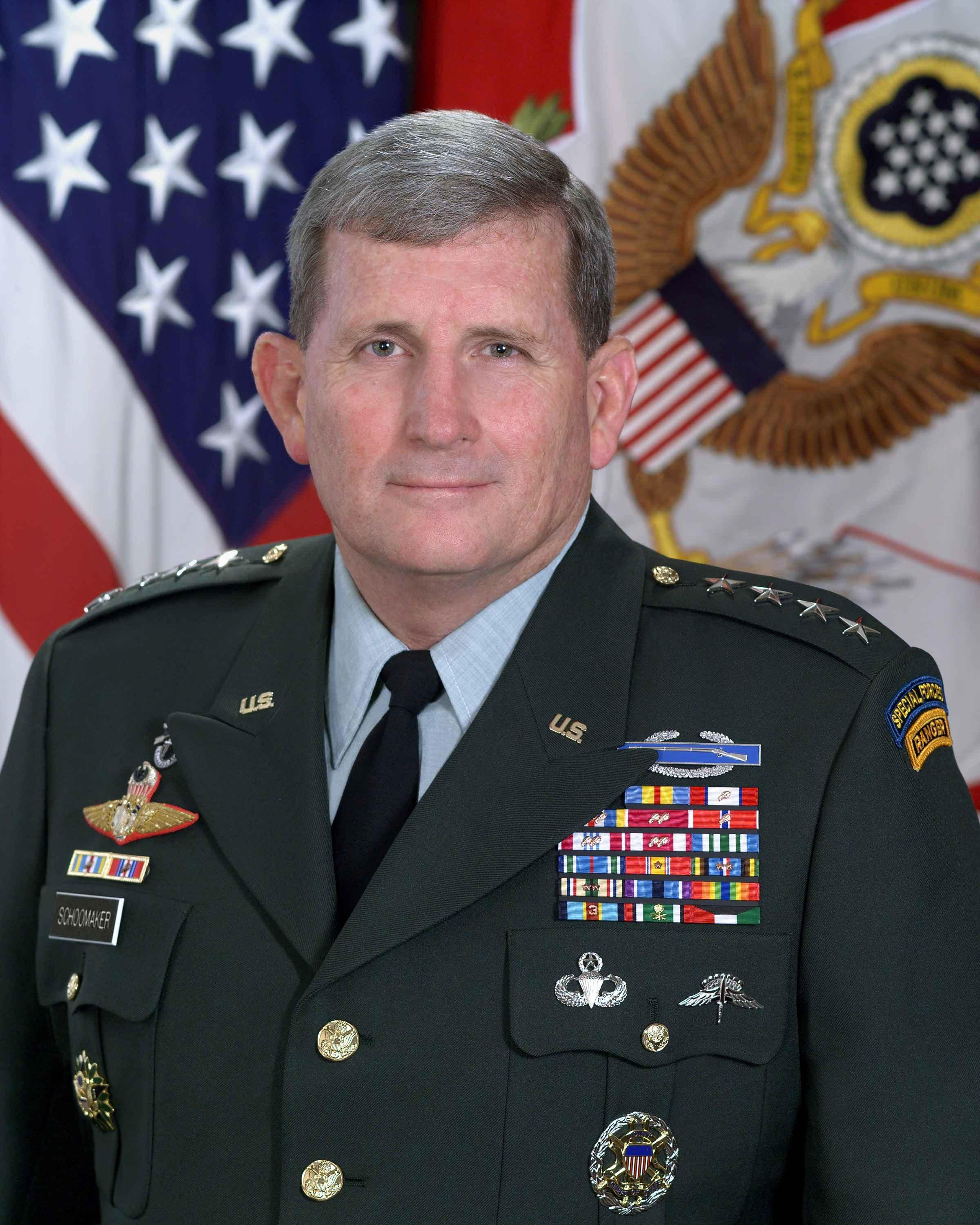
Peter J. Schoomaker (* 1946)

### Schoon
- Schoon, Andi (* 1974), schweizerisch-deutscher Kulturwissenschaftler, Musiker und Hochschullehrer
- Schoon, Dick (* 1958), niederländischer altkatholischer Bischof von Haarlem
- Schoon, Greta (1909–1991), deutsche Lyrikerin
- Schoon, Johann (1894–1968), ostfriesischer Heimatschriftsteller
- Schoon, Raïsa (* 2001), niederländische Beachvolleyballspielerin
- Schoon, Willem (* 1931), südafrikanischer Polizeioffizier während der Apartheid
- Schoon-Kadijk, Debora (* 1969), niederländische Beachvolleyballspielerin
- Schoonbroodt, Bob (* 1991), niederländischer Straßenradrennfahrer
- Schoonbroodt, Hubert (1941–1992), belgischer Organist, Oboist, Dirigent und Chorleiter
- Schoonbroodt, Paul (1933–2012), belgischer Priester, Traditionalist
- Schoonbroodt, Serge (* 1971), belgischer Organist und Sänger
- Schoonderwalt, Herman (1931–1997), niederländischer Jazz-Musiker
- Schoonebeek, Adriaan (1661–1705), niederländisch-russischer Kupferstecher
- Schoonenbeek, Kees (* 1947), niederländischer Komponist, Organist und Dirigent
- Schoonenberg, Piet (1911–1999), niederländischer katholischer Theologe
- Schoonheyt, Fanny (1912–1961), niederländische Widerstandskämpferin während des spanischen Bürgerkriegs
- Schoonhoven, Florens (1594–1648), niederländischer Jurist und Dichter
- Schoonhoven, Henny van (1970–2009), niederländischer Fußballspieler
- Schoonhoven, Jan (1914–1994), niederländischer Maler
- Schoonjans, Anthoni (1655–1726), flämischer Maler
- Schoonjans, Robert (1925–2011), belgischer Hindernisläufer
- Schoonjans, Walter (* 1956), belgischer Radrennfahrer
- Schoonmaker, Augustus (1828–1894), US-amerikanischer Jurist und Politiker
- Schoonmaker, Cornelius C. (1745–1796), US-amerikanischer Politiker
- Schoonmaker, James Clinton (* 2000), US-amerikanischer Skilangläufer
- Schoonmaker, Marius (1811–1894), US-amerikanischer Jurist und Politiker
- Schoonmaker, Thelma (* 1940), US-amerikanische FilmeditorinThelma Schoonmaker (* 1940)

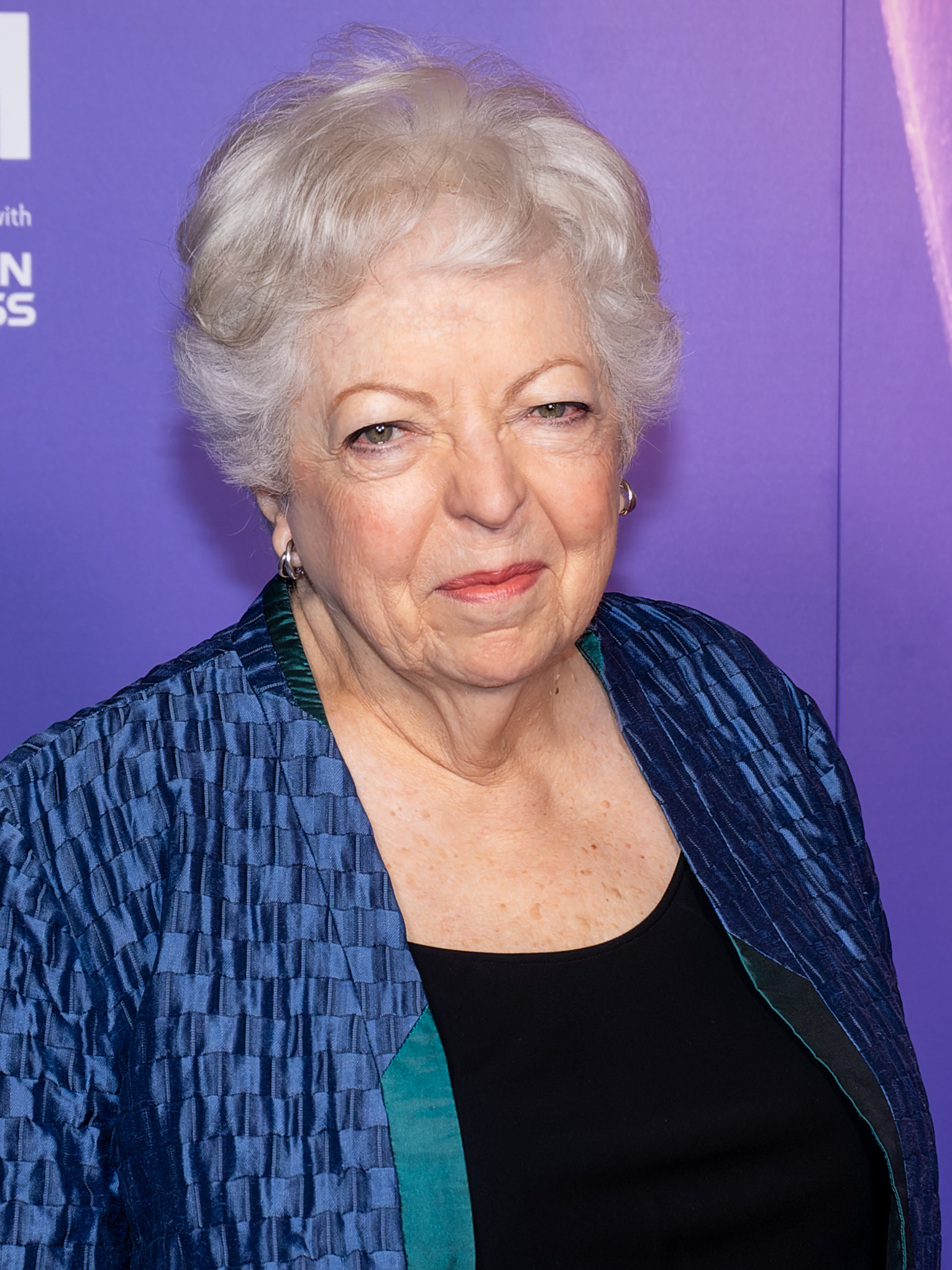
Thelma Schoonmaker (* 1940)

- Schoonover, Frank (1877–1972), US-amerikanischer Maler und Illustrator
- Schoonover, Lawrence (1906–1980), amerikanischer Schriftsteller

### Schoop
- Schoop, Adrian (* 1985), Schweizer Unternehmer und Politiker (FDP)
- Schoop, Albert (1919–1998), Schweizer Kunsthistoriker, Literaturhistoriker und Autor
- Schoop, August (1858–1932), deutscher Historiker
- Schoop, Eric (* 1958), deutscher Wirtschaftsinformatiker
- Schoop, Friedrich Maximilian (1871–1924), Schweizer Journalist und Hotelier
- Schoop, Hedi (1906–1995), schweizerisch-amerikanische Tänzerin, Kabarettistin, Bildhauerin, Malerin und Fabrikantin
- Schoop, Jürg (1934–2024), Schweizer Maler, Fotograf und Autor
- Schoop, Max (1902–1984), Schweizer Maler und Grafiker
- Schoop, Max Ulrich (1870–1956), Schweizer Erfinder des Metallspritzverfahrens
- Schoop, Paul († 1907), Schweizer Elektrochemiker
- Schoop, Paul (1909–1976), Schweizer Komponist, Pianist und Dirigent
- Schoop, Steven (* 1987), Schweizer Eishockeyspieler
- Schoop, Trudi (1903–1999), Schweizer Tänzerin, Tanztherapeutin und KabarettistinTrudi Schoop (1903–1999)

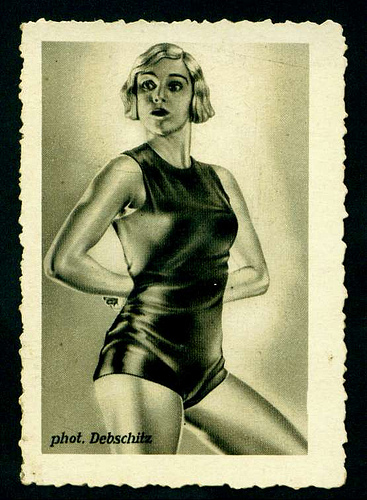
Trudi Schoop (1903–1999)

- Schoop, Uli (1903–1990), Schweizer Bildhauer
- Schoop, Ulrich (1830–1911), Schweizer Kunstpädagoge und Kunstdidaktiker
- Schoop, Werner (1924–2011), deutscher Mediziner, Angiologe, Fachbuchautor

### Schoor
- Schoor, Carsten (* 1989), deutscher Squashspieler
- Schoor, Jens (* 1987), deutscher Squashspieler
- Schoor, Louis van (1951–2024), südafrikanischer Polizist und Wachmann sowie SerienmörderLouis van Schoor (1951–2024)

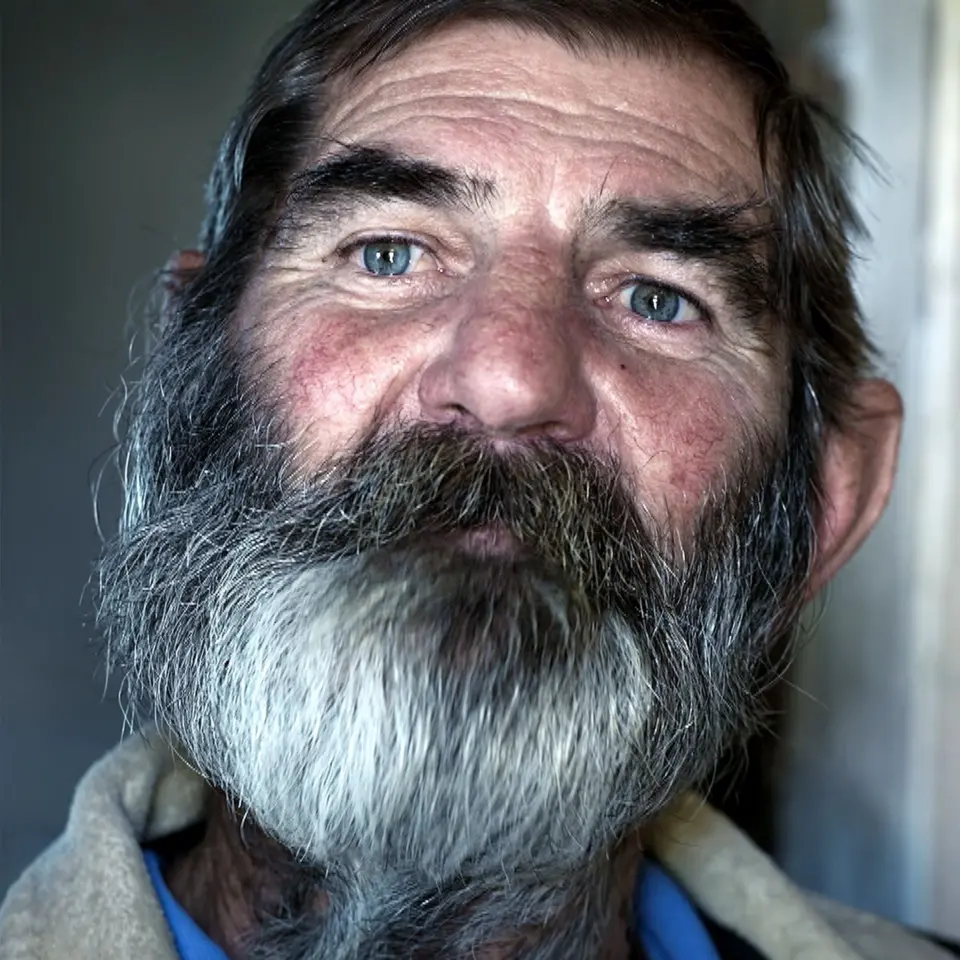
Louis van Schoor (1951–2024)

- Schoor, M. C. E. van (1920–2009), südafrikanischer Historiker
- Schoor, Wolfgang (1926–2007), deutscher Komponist
- Schoorel, Thomas (* 1989), niederländischer Tennisspieler
- Schoormann, Len (* 2002), deutscher Basketballspieler
- Schoormans, Helimar (1925–2013), deutscher Maler, Grafiker und Kunstpädagoge

### Schoos
- Schoos, Jean (1924–2005), luxemburgischer Historiker

### Schoot
- Schoot, Myrte van der (* 2004), niederländische Leichtathletin
- Schoot, Myrthe (* 1988), niederländische Volleyballspielerin
- Schootemeijer, Willy (1897–1953), niederländischer Komponist und Pianist
- Schooten, Floris van († 1656), niederländischer Maler
- Schooten, Frans van (1615–1660), niederländischer Mathematiker
- Schooten, Frans van der Ältere (1581–1646), niederländischer Mathematiker
- Schoots, Koen (* 1960), niederländischer Dirigent